# 济源市
濟源市，为中国河南省下辖的一个省直辖县级市，也是河南省唯一的省直辖县级行政区。济源产城融合示范区，是中华人民共和国国家发展和改革委员会支持建设的全国首个全域产城融合示范区。济源产城融合示范区党工委、管委会为河南省委、省政府正地厅级派出机构，与中共济源市委、济源市人民政府合署办公。
济源市位于河南省西北部，黄河北岸，与山西省接壤。济源因济水发源地而得名，隋开皇十六年（596年）置济源县。1975年至1977年设立地级行政区“济源工区”。1988年撤县设市，1997年实行省直辖，直辖前由焦作市代管。全市辖域总面积1,965平方公里，常住总人口72.73万人。济源为焦柳铁路线上一座重要的能源工业城市，市人民政府駐沁园街道。

## 历史
商代為亞方，周初为單國（又作檀國）。后為轵县、沁水县，隋代设置济源县，得名于此地是中国古代四大水系之一的济水发源地。现有始建于唐代用于祭水的宫观济渎庙，是河南省现存年代最久的古建筑。还有传说为愚公家乡的王屋山也在境内。元太宗六年（1234年），改济源县为原州。元太宗七年（1235年），原州废，复为济源县。
1986年1月，新乡地区撤销，济源县划归焦作市管辖，成为焦作的七县四区之一。1988年6月25日，国务院批准，撤销济源县，建立济源市（县级市）。1988年10月1日，济源各单位正式开始以济源市的名义办公。
1997年1月1日起改为省直管体制。四大班子主要领导按副地厅级干部高配，由省委管理；副职及享受副县级待遇的干部由河南省委组织部管理。济源市国民经济和社会发展计划（包括综合计划部门和业务管理部门的计划）实行全面单列，由省直接管理。在济源市辖区内由焦作市管理的济源钢铁厂、济源煤矿、地方铁路公司三家地方国有企业，整体移交给济源市管理。引沁灌区和广利灌区由焦作市统一管理。济源市人民法院、人民检察院、公安局行使部分中级人民法院、地级市检察院、地级市公安机关职权，其余职权由省高法、省高检行使。
2001年济源市正副乡科级领导干部高配为副县级、正科级。2005年，济源市升格省辖市，非地级市。2008年7月15日，省委对济源四大班子按照省辖市领导班子职级高配。但是按照规定，副厅级以上的机构设置批准权限在中央，济源在国家行政区划层面一直是县级市，机构设置没有经过中央批准，干部配备也没有法定政策依据。
2016年10月11日，十八届中央第十一巡视组向河南省委反馈巡视“回头看”情况，指出“上次巡视检查指出未经国务院批准擅自按省辖市规格配备济源市领导干部的问题后没有整改到位”的问题。2019年8月31日成立济源产城融合示范区党工委、管委会，具有济源市委、市政府的全部管理权限，对全域范围的政治、经济、文化、社会、生态文明和党的建设等行使管理、监督、协调和服务职能，一套班子、两块牌子，市委、市政府不单独运作。机构设置：
- 中国共产党济源产城融合示范区工作委员会：部分常委为正处级。
- 济源产城融合示范区管理委员会（河南省人民政府派出机构）：部分副市长为正处级。
- 河南省人民代表大会常务委员会济源产城融合示范区工作委员会[7]
- 中国人民政治协商会议河南省委员会济源产城融合示范区工作委员会：政协工委主任、常务副主任为副厅级，其他副主任为正处级。[8]

## 地理
济源地处黄河北岸，太行山的南麓，地形以丘陵为主。全市年平均气温14.5℃，降水量567毫米。农业主产小麦、山楂、苹果等，特产李子。
| 济源（1981 − 2010年） | 济源（1981 − 2010年） | 济源（1981 − 2010年） | 济源（1981 − 2010年） | 济源（1981 − 2010年） | 济源（1981 − 2010年） | 济源（1981 − 2010年） | 济源（1981 − 2010年） | 济源（1981 − 2010年） | 济源（1981 − 2010年） | 济源（1981 − 2010年） | 济源（1981 − 2010年） | 济源（1981 − 2010年） | 济源（1981 − 2010年） |
| 月份                  | 1月                   | 2月                   | 3月                   | 4月                   | 5月                   | 6月                   | 7月                   | 8月                   | 9月                   | 10月                  | 11月                  | 12月                  | 全年                  |
| --------------------- | --------------------- | --------------------- | --------------------- | --------------------- | --------------------- | --------------------- | --------------------- | --------------------- | --------------------- | --------------------- | --------------------- | --------------------- | --------------------- |
| 历史最高温 °C（°F）   | 20.5 (68.9)           | 23.9 (75.0)           | 29.5 (85.1)           | 36.4 (97.5)           | 40.5 (104.9)          | 42.6 (108.7)          | 41.6 (106.9)          | 39.3 (102.7)          | 38.8 (101.8)          | 35.1 (95.2)           | 27.7 (81.9)           | 24.2 (75.6)           | 42.6 (108.7)          |
| 平均高温 °C（°F）     | 6.5 (43.7)            | 9.7 (49.5)            | 14.8 (58.6)           | 22.0 (71.6)           | 27.3 (81.1)           | 32.4 (90.3)           | 31.9 (89.4)           | 30.3 (86.5)           | 27.0 (80.6)           | 22.0 (71.6)           | 14.8 (58.6)           | 8.6 (47.5)            | 20.6 (69.1)           |
| 日均气温 °C（°F）     | 0.3 (32.5)            | 3.4 (38.1)            | 8.5 (47.3)            | 15.4 (59.7)           | 20.8 (69.4)           | 26.0 (78.8)           | 27.1 (80.8)           | 25.6 (78.1)           | 21.1 (70.0)           | 15.6 (60.1)           | 8.1 (46.6)            | 2.2 (36.0)            | 14.5 (58.1)           |
| 平均低温 °C（°F）     | −4.4 (24.1)           | −1.7 (28.9)           | 2.8 (37.0)            | 8.8 (47.8)            | 14.1 (57.4)           | 19.6 (67.3)           | 22.7 (72.9)           | 21.4 (70.5)           | 16.2 (61.2)           | 10.3 (50.5)           | 2.9 (37.2)            | −2.5 (27.5)           | 9.2 (48.6)            |
| 历史最低温 °C（°F）   | −18.5 (−1.3)          | −17.3 (0.9)           | −8.1 (17.4)           | −1.8 (28.8)           | 2.3 (36.1)            | 10.7 (51.3)           | 16.3 (61.3)           | 12.8 (55.0)           | 6.2 (43.2)            | −1.3 (29.7)           | −9.7 (14.5)           | −11.1 (12.0)          | −18.5 (−1.3)          |
| 平均降水量 mm（）     | 8.0 (0.31)            | 12.6 (0.50)           | 23.1 (0.91)           | 23.6 (0.93)           | 56.9 (2.24)           | 60.5 (2.38)           | 136.9 (5.39)          | 106.1 (4.18)          | 75.0 (2.95)           | 38.6 (1.52)           | 19.5 (0.77)           | 7.1 (0.28)            | 567.9 (22.36)         |
| 来源：中国气象数据网  |                       |                       |                       |                       |                       |                       |                       |                       |                       |                       |                       |                       |                       |

## 行政区划
辖5街道、11镇。
沁园街道、济水街道、北海街道、天坛街道、玉泉街道、克井镇、五龙口镇、轵城镇、承留镇、邵原镇、坡头镇、梨林镇、大峪镇、思礼镇、王屋镇和下冶镇。

## 人口
根据2020年第七次全国人口普查，全市常住人口为727,265人。同第六次全国人口普查的675,757人相比，十年共增加了51,508人，增长7.62%，年平均增长率为0.74%。其中，男性人口为368,766人，占总人口的50.71%；女性人口为358,499人，占总人口的49.29%。总人口性别比（以女性为100）为102.86。0－14岁的人口为141,624人，占总人口的19.47%；15－59岁的人口为449,915人，占总人口的61.86%；60岁及以上的人口为135,726人，占总人口的18.66%，其中65岁及以上的人口为94,496人，占总人口的12.99%。居住在城镇的人口为490,682人，占总人口的67.47%；居住在乡村的人口为236,583人，占总人口的32.53%。

## 经济
工业有电力、机械、冶金、纺织、電子等门类。
2009年，济源经济总量位居河南省各县（市）的第七位，GDP总量274.55亿元（折合40.19亿美元），人均GDP为42,181元（合6,175美元）。
其中电力工业是整个城市的经济支柱，建有黄河上最大规模的水电站——小浪底水利枢纽和河南省最大的火力发电厂——华能沁北电厂。济源钢铁是河南省重要的钢铁企业，豫光金铅是世界最大的铅冶炼企业，中国最大的白银生产企业。富士康(鴻海)科技集團于2012年起于虎岭工業區設有工廠。力帆集团2014年于高新区建设了新能源电动车项目。

## 文化和旅游
- 国家重点风景名胜区：王屋山
- 中国省级风景名胜区：五龙口风景区

### 全国重点文物保护单位
- 济渎庙
- 大明寺
- 奉仙观
- 轵国故城
- 柴庄延庆寺塔
- 阳台宫
- 五龙口古代水利设施
- 轵城关帝庙
- 济源二仙庙

## 特产
济源冬凌草：中国地理标志产品。